# Filip Copik
Filip Copik (ur. 18 maja 1897 roku w Chropaczowie zm. 14 lutego 1958 roku w Katowicach) – powstaniec śląski, polski działacz społeczny.

## Młodość
Urodził się 18 maja 1897 roku w Chropaczowie. Od szóstego roku życia uczęszczał do ośmioklasowej szkoły powszechnej po jej skończeniu podjął pracę w kopalni „Eminencja” a po strajku w 1913 roku w kopalni „Prezydent”, gdzie pracował aż do 31 marca 1935 roku w charakterze starszego rębacza. W listopadzie 1916 roku został zaciągnięty do wojska niemieckiego, z którego wrócił 27 stycznia 1919 roku i podjął się dalszą pracą zawodową.

## Działalność niepodległościowa
W 1919 roku w katowickim Wełnowcu założył placówkę PPS (gdzie pełnił funkcję przewodniczącego do 1928 roku) oraz Towarzystwo Gimnastyczne „Sokół”. W lutym 1919 roku wstąpił w szeregi Polskiej Organizacji Wojskowej, z którego ramienia brał udział we wszystkich trzech Powstaniach Śląskich oraz akcji plebiscytowej. W styczniu 1921 roku został przydzielony do Grupy Wawelberga, w której walczył  przez całe trzecie Powstanie Śląskie. W 1930 roku założył Klub sportowy „Orzeł” Katowice Józefowiec.

## Dalsze losy
Od 1 kwietnia 1935 roku z powodu złego stanu przyjął pracę jako woźny w Zarządzie Gminnym Wełnowiec, gdzie pracował aż do wybuchu wojny. Od 3 września 1939 roku uchodził przed okupantem i po kilku tygodniach tułaczki powrócił do domu nie otrzymując pracy i żadnego wsparcia. W marcu 1940 roku wysłany na przymusowe prace do Niemiec, gdzie pracował przy budowie kolei jako robotnik w Erfurcie. W 1941 roku z powodu śmierci żony pozostawiając siedmioro małoletnich dzieci został z Niemiec zwolniony i przydzielono mu pracę w hucie „Falwa” jako robotnik przy budowie pieców aż do zajęcia Katowic przez armię czerwoną. Po zakończeniu niemieckiej okupacji powrócił do Zarządu Gminnego w Wełnowcu, gdzie pracował aż do śmierci. Zmarł 14 lutego 1958 roku w Katowicach. Został pochowany na cmentarzu  na Katowickim Wełnowcu.

## Źródła
- Zdzisław Janeczek: Kpt. Henryk Aleksander Kalemba. Ofiara bezprawia i niechciany bohater. Wyd. Muzeum Miejskie w Siemianowicach Śl. Siemianowice Śląskie 2019
- Śląska gazeta społeczno-polityczna Nr 5 (36), tygodnik 3-9 lutego 2012 r.